# Nokia 3350
Nokia 3350 – telefon komórkowy firmy Nokia, wydany na rynek w 2001.

## Funkcje dodatkowe
- Słownik T9
- Kalendarz
- Budzik
- Stoper
- Przelicznik walut
- Kalkulator
- Zegarek